# Boniface Guobadia
Boniface Aggrey Agbonfo Guobadia (ur. 10 listopada 1926) – nigeryjski lekkoatleta, skoczek wzwyż.
Podczas igrzysk olimpijskich w Helsinkach (1952) z wynikiem 1,80 zajął 20. miejsce. Na igrzyskach  Imperium Brytyjskiego w 1950 był czternasty.

## Rekordy życiowe
- Skok wzwyż – 1,98 (1952)